# 다이에틸렌 글라이콜
다이에틸렌 글라이콜 또는 디에틸렌글리콜 (Diethylene glycol), 또는 (2-하이드로에톡시)2-에탄올(2-hydroxyethoxy)ethan-2-ol, IUPAC 이름)은 2가 알코올의 일종이다. 화학식은 C4H10O3이다. 2가 알코올이자 에테르이다.

## 성질
무색의 끈끈한, 단맛을 가진 액체이다. 분자량은 106.12, 끓는점은 244°C, 어는점 -10.45°C이다.
에틸렌 글라이콜처럼 유독하다. 1937년 설파닐아마이드 사태로 독성이 검증되었다.

## 같이 보기
- 에틸렌